# Juan Tomás Moscoso
Juan Tomás Moscoso y Velasco, (Cusco, siglo XVIII - Cusco, siglo XIX) fue un militar y político peruano. Miembro de la Junta de Gobierno del Cuzco de 1814, establecida tras la Rebelión del Cuzco. Ya bajo la República fue elegido alcalde del Cuzco y diputado al Congreso Constituyente de 1827, del cual fue presidente.

## Biografía
Nacido en el seno de una distinguida familia arequipeña, sus padres fueron Ramón Toribio Tadeo de Moscoso y Pérez de Oblitas y Manuela Velasco y López de Vargas. Miembro de la rama peruana de la Casa de Moscoso o familia Osorio de Moscoso que descendía de los condes de Altamira, Moscoso fue primo hermano del último virrey del Perú, Pío Tristán, y del general realista José Gabriel Moscoso.
Al establecerse  el Ayuntamiento Constitucional de Cuzco en 1813 fue elegido regidor decano. Cuando el 3 de agosto de 1814 estalló la Rebelión del Cuzco encabezada por los hermanos Angulo, Moscoso integró la Junta de Gobierno local, cuyos otros miembros eran el brigadier indígena Mateo Pumacahua (presidente) y el coronel Domingo Luis Astete. Renunció a los dos meses, pues consideraba que había incumplido con la ley al aceptar tal investidura, pero su renuncia no fue aceptada al no haber otra persona que reuniera los requisitos para asumir tan alta función. Moscoso, no obstante, insistió en retirarse, por lo que fue hostilizado y aun apresado. El retiro de los patriotas del Cuzco, ante el avance de las fuerzas victoriosas realistas, vino a aliviar su situación.
El general realista Juan Ramírez Orozco, tras ocupar el Cuzco, lo nombró alcalde provincial, el 4 de abril de 1815, y aunque inicialmente Moscoso no quiso aceptar tal función, aduciendo que tenía que dedicarse a sus asuntos particulares, se vio obligado a hacerlo ante la delicada situación que se vivía entonces.
Tras la victoria de las tropas dirigidas por Simón Bolívar en la Batalla de Ayacucho, el 26 de diciembre ingresó a la ciudad el nuevo prefecto del Cusco Agustín Gamarraquien fue recibido entre honores en la ciudad. Luego de ello, Gamarra estableció la conformación de la primera municipalidad republicana del Cusco. Este municipio estuvo conformado por Pablo Astete y Juan Tomás Moscoso como alcaldes, Vicente Peralta, Miguel Coraza, Pedro Astete, Diego Calvo, Francisco Artajona, Agustín Cosío y Alzamora, Francisco Pacheco, Ramón Dianderas, Pablo de la Mar y Tapia, Juan Egidio Garmendia, Felipe Loaiza, Manuel Orihuela, Isidro Echegaray, Francisco Tejada y Luis Arteaga como regidores, y Toribio de la Torre y José Maruri de la Cuba como síndicos procuradores. Al conocer la firma de la capitulación de Ayacucho, encabezó la suscripción del Acta de la Independencia (1824).
En 1827 fue elegido diputado por la provincia de Quispicanchi y pasó a integrar el Congreso Constituyente reunido ese año en Lima, cuyas sesiones presidió del 4 de diciembre de 1827 a 4 de enero de 1828. Concluido su mandato, se retiró a Calca. Allí seguía cuando se produjo la rebelión del coronel Gregorio Escobedo en el Cuzco, quien le ofreció la prefectura del departamento, en reemplazo del depuesto coronel Juan Ángel Bujanda (26 de agosto de 1830). Debido a ello, el gobierno de Agustín Gamarra creyó que Moscoso estaba comprometido con dicha rebelión federalista, la misma que había sido evidentemente atizada por el gobierno boliviano de Andrés de Santa Cruz.